# Gramm Motor Truck (Walkerville)
Gramm Motor Truck Co. war ein kanadischer Hersteller von Kraftfahrzeugen.

## Unternehmensgeschichte
Das Unternehmen aus Walkerville stellte von 1910 bis 1914 Nutzfahrzeuge her. Die Lizenz kam von der Gramm Motor Truck Company aus Lima in Ohio. Außerdem entstanden 1913 einige Automobile. Der Markenname lautete Gramm.

## Pkw
Das einzige Modell war ein Cyclecar. Ein luftgekühlter Zweizylindermotor trieb über Riemen die Fahrzeuge an. Die beiden Sitze waren hintereinander angeordnet.

## Lkw
Das Hauptgeschäft der Firma dürfte der LKW-Bau gewesen sein.
1914 umfasste das Programm folgende Typen:
- 1,5 to Nutzlast, 4 Zylinder, 3801 cm³ Hubraum
- 2 to Nutzlast, 4 Zylinder, 5347 cm³ Hubraum
- 3,5 to Nutzlast, 4 Zylinder, 5347 cm³ Hubraum
- 5 to Nutzlast, 4 Zylinder, 5347 cm³ Hubraum[4]